# Luminița Odobescu
Pour les articles homonymes, voir Odobescu.
Luminița-Teodora Odobescu est une diplomate et femme politique roumaine née le 3 mai 1969 à Reghin. Elle est ministre des Affaires étrangères au sein du gouvernement Ciolacu I.  

## Biographie

### Parcours académique
Luminița Odobescu est diplômée en 1992 de la faculté de commerce de l'Académie d'études économiques de Bucarest, puis y obtient un doctorat en relations économiques internationales en 2005.

### Carrière
Elle est représentante permanente de la Roumanie auprès de l'Union européenne de 2015 à 2021, période durant laquelle elle accompagne la toute première présidence roumaine du Conseil de l'Union européenne en 2019,. De 2021 à 2023, elle devient conseillère pour les affaires européennes du président roumain Klaus Iohannis. Elle est ministre des Affaires étrangères au sein du gouvernement Ciolacu I entre juin 2023 et décembre 2024.

## Distinctions
- Officier de l'ordre du Mérite diplomatique (2007)
- Chevalier de l'ordre national de la Légion d'honneur (2015)
- Chevalier de l'ordre de l'Étoile de Roumanie (2019)
- Grande Croix du Mérite avec étoile (2023)[1]